# Prince Randian
Prince Randian, Randion ou Rardion (12 octobre 1871 - 19 décembre 1934) également surnommé « l'homme-serpent », « l'homme-tronc », « la chenille humaine », « le cigare humain » ou encore « le torse vivant » est un artiste de cirque américain d'origine guyanienne principalement connu pour son apparition dans le film culte de Tod Browning La Monstrueuse Parade.

## Biographie
Malgré son pseudonyme, Prince Randian n'est pas de sang royal : né dans une famille de travailleurs indiens, son nom de naissance reste un mystère. Atteint du syndrome tétra-amélie, une maladie génétique très rare, il n'a ni bras ni jambes. 
Il se marie avec une femme d’origine indienne, connue sous le nom de Princess Sarah, qui arbore une très longue chevelure qui contraste avec la taille réduite de son époux. Le couple aura ensemble quatre filles et un fils. En 1889, à l'âge de 18 ans, le jeune homme immigre aux États-Unis par l'intermédiaire de Phineas Taylor Barnum et devient une attraction populaire du freak show de Coney Island jusqu'à sa mort. Polyglotte, il parle couramment hindi, anglais, allemand et français.
En 1932,  Prince Randian fait une apparition dans le film Freaks, dans le rôle de « The Living Torso » ou « Le torse vivant ». La scène filme une prouesse : Randian parvient à allumer une cigarette avec une allumette malgré son handicap.   
Randian décède des suites d'une crise cardiaque le 19 décembre 1934, à l'âge de 63 ans.